# سامي خضيرة
سامي خضيرة (بالألمانية: Sami Khedira) (من مواليد 4 أبريل 1987 في شتوتغارت) لاعب كرة قدم ألماني سابق، من أب تونسي وأم ألمانية، كان يلعب بمركز الوسط الدفاعي وآخر نادي لعب له هو نادي هيرتا برلين. اختاره المدرب يواخيم لوف للعب في منتخب ألمانيا لكرة القدم في سنة 2009.

## مسيرته

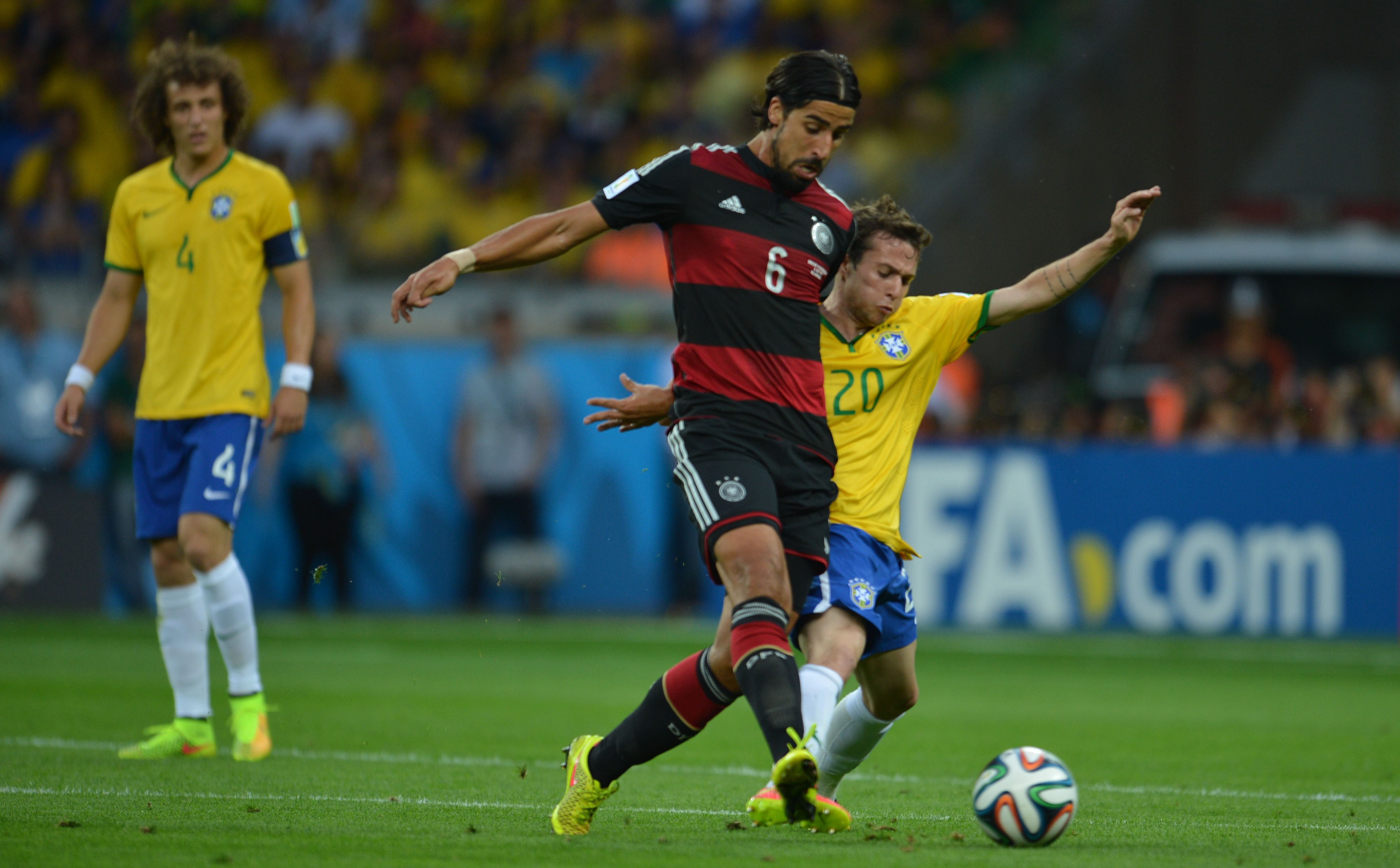
البرازيل ضد ألمانيا، في بيلو هوريزونتي

بدأ خضيرة اللعب في نادي تي في أفينجين في عام 1995. وبعدها التحق بنادي شتوتغارت الألماني للشباب حتى تحصل على عقد احترافي معه عام 2004، وأول مباراة شارك فيها في سيرته المهنية في بوندسليغا كانت أمام هرتا برلين في 1 أكتوبر 2006 بالكاد بعد شهر من بدء مسيرته الاحترافية وعندما لعب مباراته الرابعة سجل هدفين في مرمى شالكه، وتطور بسرعة وحجز مكاته في المنتخب باثنتين وعشرين مشاركة وسجل أربعة أهداف، وشهد الموسم التالي تطورا في أداء سامي خضيرة واعتبر من أحسن لاعبي ألمانيا. في عام 2007، فاز بأول ألقابه مع نادي شتوتغارت بدوري بوندسليغا بفضل هدف حاسم ضد إينرجي كوتبوس (انتهت 2-1). وبعد إقناع العالم بمستواه مع منتخب ألمانيا في كأس العالم 2010 انتقل سامي خضيرة إلى ريال مدريد في صيف 2010 مقابل 14 مليون يورو وقضى في صفوفه 5 مواسم، توج خلالها بـ 7 بطولات، أهمها دوري أبطال أوروبا 2014 العاشرة في تاريخ الميرنجي. ومن بعدها انتقل اللاعب إلى نادي يوفنتوس الإيطالي بعقد مجاني في صيف 2015، ولعب له 145 مباراة مسجلا 21 هدفا وصنع 13، وتوج معه بتسع بطولات. وفيما بعد ومن ضمن الانتقالات الشتوية انتقل اللاعب بعقد حر من يوفنتوس الإيطالي إلي النادي الألماني هيرتا برلين ووقع معه عقد لغاية 2023، ويمتلك خضيرة 77 مباراة دولية مع ألمانيا سجل خلالها 7 أهداف، وتوج مع الماكينات بكأس العالم 2014، وفاز ببرونزية مونديال 2010، كما شارك في يورو 2012 و2016 وفي كأس العالم 2018.

## المنتخب
سجل حضوره في منتخب أمال ألمانيا بقيادته في كأس الأمم الأوروبية تحت 21 عاما سنة 2009 والتي فازوا بها، وهو ما أدى إلى اختياره للمشاركة مع المنتخب الألماني الأول في فعاليات كأس العالم 2010، ومن حسن حظ سامي خضيرة إصابة القائد مايكل بالاك وسيمون رولفس. مما أدى لمدرب المنتخب الألماني يواخيم لوف لدفعه لقيادة وسط المنتخب رفقة باستيان شفاينشتايجر. وفي 29 أيار/مايو 2010 شارك خضيرة أمام المنتخب المجري وقدم أداءً رائعا مما أدى إلى تثبيت موقعه في التشكيلة الرسمية إلى جانب باستيان شفاينشتايجر في كأس العالم 2010 وسجل هدفه الأول ضد المنتخب الأوروغواياني في مباراة تحديد المركز الثالث والذي فازوا به بقيادة المدرب يواخيم لوف. كما شارك مع منتخبه في بطولة كأس العالم 2014 وتوج معه باللقب وسجل هدفا أمام البرازيل في مباراة نصف النهائي التي فازوا بها بنتيجة 7-1.

## الإنجازات

### شتوتغارت
- بطولة ألمانيا (بوندسليغا) عام 2007.

### ريال مدريد
- كأس ملك أسبانيا عامي 2011 و 2014
- الدوري الأسباني 2012
- كأس السوبر الإسباني 2012
- دوري ابطال أوروبا 2014
- كأس السوبر الأوروبي 2014
- كاس العالم للاندية 2014

### يوفنتوس
- الدوري الإيطالي 2015/2016 - 2016/2017
- كأس إيطاليا 2015/2016 - 2016/2017

### دولياً
- كأس الأمم الأوروبية تحت 21 سنة عام 2009.
- المركز الثالث بكأس العالم لكرة القدم 2010.
- كأس العالم لكرة القدم 2014

## روابط خارجية
- سامي خضيرة على موقع الاتحاد الدولي (مؤرشف)  (الإنجليزية)
- سامي خضيرة على موقع الاتحاد الأوربي (الإنجليزية)
- سامي خضيرة على موقع قاعدة بيانات كرة القدم.إي يو (الإنجليزية)
- سامي خضيرة على موقع بيانات كرة القدم. دي إي (الألمانية)
- سامي خضيرة على موقع ليكيب (الفرنسية)
- سامي خضيرة على موقع ناشيونال فوتبول تيمز (الإنجليزية)
- سامي خضيرة على موقع Soccerway.com (الإنجليزية)
- سامي خضيرة على موقع عالم كرة القدم.نت (الإنجليزية)
- سامي خضيرة على موقع AS.com (الإسبانية)